# Gamsgraben
Der Gamsgraben ist eine Ortschaft auf dem Gebiet der gleichnamigen Katastralgemeinde in der Stadtgemeinde Frohnleiten im österreichischen Bundesland Steiermark.
Der Gamsgraben zählt 30 Bewohner (Stand 1. Jänner 2024) auf einer Fläche von 1.575,07 ha (Stand 31. Dezember 2023).
Es fließen der Gamsbach und der Hirzybach durch den Weiler.

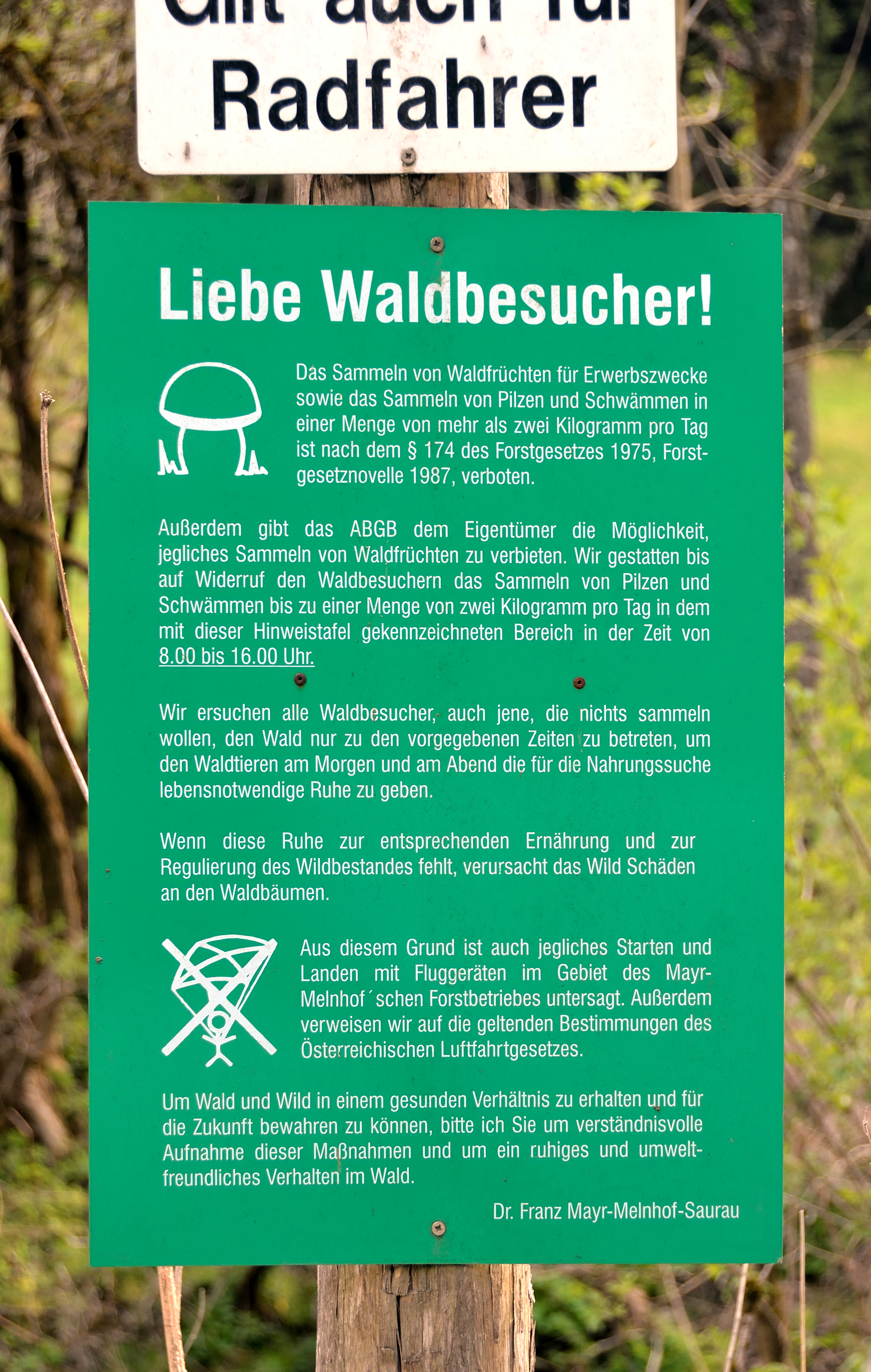
Hinweisschild aus dem benachbarten Zlattengraben

Der Großteil des Gebiets besteht aus Almen und Wäldern, die zum Großteil der in Frohnleiten ansässigen Familie Goëss-Saurau gehören. Dazu zählen auch einige kleine Liegenschaften sowie das Jagdschloss Hochalm. Der Gamsgraben ist oft ein Ausgangspunkt für Wanderungen in der Region, auch gibt es hier, von Mayr-Melnhof selbst, zugewiesene Schwammerlhänge- und Wälder. Die Schotterstraße Gamsgraben führt von der Abzweigung Pöllagraben über die Hochalpe bis nach Leoben, jedoch ist ein Großteil des Waldweges nicht mehr für den Verkehr freigegeben. Der Gamsgraben war, auch dank des Einflusses Mayr-Melnhofs, einer der Schauplätze im 1954 veröffentlichten Heimatfilm Echo der Berge. Im Gamsgraben verlief zwischen den Jahren 1925 und 1950 eine Waldbahn. Diese führte von der Gams über den Gamsgraben bis zum Roßstall, einem Wegpunkt auf der Strecke nach Göss. Zurzeit gibt es nur mehr wenige Überreste dieser Waldbahn. Der Gamsgraben ist sechs Kilometer vom Ortszentrum Frohnleitens entfernt.

## Bevölkerung
Die Tabelle zeigt die Bevölkerungsveränderung der Ortschaft Gamsgraben.
| Ortschaft  | 15.05.2001 | 31.10.2011 | 01.01.2015 |
| ---------- | ---------- | ---------- | ---------- |
| Gamsgraben | 30         | 32         | 35         |